# Costantino Meliteniota
Costantino Meliteniota (in greco antico:  Κωνσταντῖνος Μελιτηνιώτης?; 1240 ca. – 2 aprile 1307) è stato uno scrittore e arcidiacono bizantino.
Fu attivo dal 1276 fino alla morte e patrocinò l'unione delle chiese greche e latine stabilita dal Concilio di Lione II. Morì in esilio in Bitinia.

## Opere
Scrisse due trattati:
- De Ecclesiastica Unione Latinorum e Graecorum
- De Processione Spiritus Sancti

entrambi in lingua greca, ma conosciuti anche in traduzione latina, contenuta in Graecia Orthodoxa di Leone Allacci.